# Syzygium odoratum
Syzygium odoratum är en myrtenväxtart som först beskrevs av João de Loureiro, och fick sitt nu gällande namn av Dc.. Syzygium odoratum ingår i släktet Syzygium och familjen myrtenväxter. Inga underarter finns listade i Catalogue of Life.